# Cheiracanthium inornatum
Cheiracanthium inornatum là một loài nhện trong họ Miturgidae.
Loài này thuộc chi Cheiracanthium. Cheiracanthium inornatum được Octavius Pickard-Cambridge miêu tả năm 1874.